# 篠塚孝哉
篠塚 孝哉（しのづか たかや、1984年2月28日 - ）は、日本の実業家、投資家。株式会社Loco Partners創業者・元代表取締役社長。株式会社TASTE LOCAL代表取締役、株式会社令和トラベル代表取締役社長。東洋大学経済学部経済学科卒業。

## 人物
千葉県出身。1984年生まれ、2006年に東洋大学経済学部を卒業後、ワシントン州立大学 (プルマン)へ留学し、帰国後の2007年に株式会社リクルートに新卒入社。
旅行カンパニー営業部に配属され、企画営業として首都圏大手チェーンホテルや各地のリゾートホテル、旅館などを担当した。リクルート在籍中、業務効率化のための社内啓発用の冊子を発行。2011年に株式会社Loco Partnersを設立。代表取締役社長に就任。
地域活性をテーマとし、2013年に宿泊予約サイトReluxを立ち上げ運営。2017年2月末にKDDI株式会社が同社の過半数の株式を取得、連結子会社化。
2020年3月31日付けで、同社の代表取締役社長を退任。同年の年間流通額は200億円超で、200名の社員が在籍。 2020年4月より地域のご馳走グルメを楽しめるEコマースサービス「TASTE LOCAL」を立ち上げ運営。コロナ禍による影響を受けて危機に陥っている宿泊施設や飲食店をバックアップしている。また同年4月より、一般財団法人東京アートアクセラレーションの理事に就任。日本人アートコレクターとしても世界中の数多くの作品を保有している。
2021年4月には「あたらしい旅行を、デザインする。」をテーマに、株式会社令和トラベルを創業。同年6月には22.5億円の資金調達を実施している。